# Monnaie basée sur le temps
Pour les articles homonymes, voir Monnaie (homonymie).
En économie, une monnaie basée sur le temps est une monnaie alternative ou un système d'échange où l'unité de compte est l'heure-personne ou une unité de temps équivalente. Certaines de ces monnaies valorisent les contributions de chacun de manière égale : une personne volontaire pour travailler pendant une heure est créditée d'une unité quelle que soit la tache effectuée, qu'elle peut échanger contre une heure de service d'un autre volontaire. D'autres systèmes utilisent comme unité de temps des fractions d'heure (par exemple la minute, dix ou 15 minutes). Il est également possible d'échanger des biens en les facturant selon le taux horaire du salaire moyen national (par exemple, si le taux horaire moyen est de 20 € / heure, un produit évalué à 20 € en monnaie nationale équivaut à 1 heure).

## Histoire

### XIXesiècle

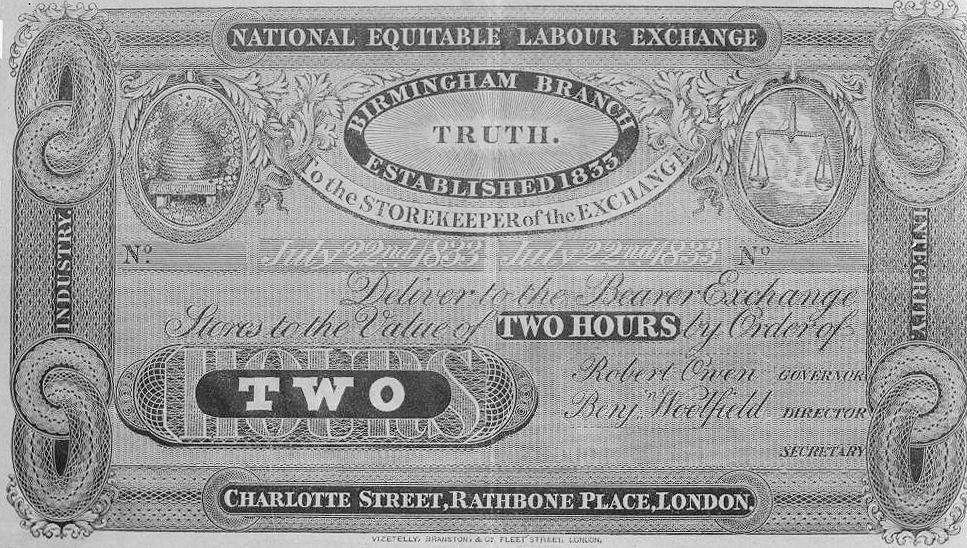
Système de paiement de Robert Owen et Benj Woolfield, National Equitable Labor Exchange, 22 juillet 1833.

Les monnaies basées sur le temps remontent au début du XIXe siècle.
Le Cincinnati Time Store (1827-1830) fut le premier d'une série de magasins créés par l'anarchiste individualiste américain Josiah Warren pour tester sa théorie économique de la valeur-travail. Le magasin expérimental fonctionna du 18 mai 1827 à mai 1830. Des initiatives européennes similaires sont arrivées deux décennies plus tard.
La National Equitable Labour Exchange fut fondée par Robert Owen, un socialiste gallois à Londres en 1832[réf. nécessaire]. Établi à Birmingham en Angleterre jusqu'en 1834, elle émit des "bons de travail" similaires aux billets de banque, libellés en unités de 1, 2, 5, 10, 20, 40 et 80 heures. John Gray, un économiste socialiste, travailla avec Owen et plus tard avec les socialistes ricardiens et imagina une chambre nationale de commerce comme banque centrale émettant une monnaie de travail.
En 1848, le socialiste et premier anarchiste autoproclamé Pierre-Joseph Proudhon imagina aussi un système de bons de temps.
Josiah Warren publia un livre décrivant les billets de travail en 1852.
En 1875, Karl Marx décrivit dans sa Critique du programme de Gotha des "certificats du travail" (Arbeitszertifikaten): "certifiant que [l'ouvrier] a fourni telle et telle quantité de travail", desquels retirer "du stock des moyens de consommation, le coût d'une même quantité de travail".

### XXesiècle
Edgar S. Cahn inventa le terme Dollars-Temps dans Dollars-Temps: La nouvelle monnaie qui permet aux Américains de transformer leur ressource cachée - le temps - en sécurité personnelle et en renouveau communautaire, livre co-écrit avec Jonathan Rowe en 1992. Il a également déposé les marques  "TimeBank" et "Time Credit",.
Une banque de temps est un outil de développement d'une communauté, qui fonctionne en facilitant l'échange de compétences et d'expériences en son sein. Il vise à construire «l'économie de base» d'une famille et d'une communauté en valorisant et en récompensant le travail qui y est accompli. La première banque de temps du monde fut lancée au Japon par Teruko Mizushima en 1973 avec l'idée que les participants pouvaient gagner des crédits de temps qu'ils pouvaient dépenser à tout moment de leur vie. Elle fonda sa banque de manière que le temps passé à réaliser des services permette de gagner des heures réutilisables pour recevoir des prestations futures, en particulier en période de vieillesse où l'on en aurait le plus besoin. Mizushima avait ainsi déjà prévu dans les années 1940 les problèmes actuels d'une société vieillissante. Dans les années 1990, le mouvement prit son envol aux États-Unis, le Dr Edgar Cahn y étant pionnier, ainsi qu'au Royaume-Uni, avec Martin Simon de Timebanking UK.
Paul Glover créa Ithaca Hours en 1991. Chaque unité de temps était évaluée à une heure de travail de base ou 10 $. Les professionnels avaient le droit de facturer plusieurs unités de temps par heure, mais réduisaient souvent leur tarif dans un esprit d'équité. Des millions de dollars d'heures furent échangés entre des milliers de résidents et 500 entreprises. Des prêts en unité de temps, sans intérêt, et des subventions accordées à plus de 100 organismes communautaires furent accordés.

### XXIesiècle
Selon Edgar S. Cahn, les banques de temps trouvent leurs racines à une époque où «l'argent pour les programmes sociaux [s'était] tari» et où aucune approche du travail social aux États-Unis ne proposait de solution créative. Il écrira plus tard que «les Américains sont confrontés à au moins trois ensembles de problèmes imbriqués: l'inégalité croissante de l'accès des personnes au bas de l'échelle aux biens et services les plus élémentaires; l'augmentation des problèmes sociaux résultant de la nécessité de reconstruire la famille, le quartier et la communauté; et une désillusion croissante à l'égard des programmes publics conçus pour résoudre ces problèmes". Pour lui, " la crise des initiatives contre les problèmes sociaux découle directement de l'échec des efforts fragmentaires pour reconstruire une véritable communauté". En particulier, Cahn s'est concentré sur l'attitude descendante qui prévaut dans les services sociaux notamment leur réticence à embaucher des personnes parmi celles qu'ils essayaient d'aider. Ces organisations considèrent les bénéficiaires uniquement en fonction de leurs besoins, par opposition à une approche qui se concentre sur les contributions que chacun peut apporter à sa communauté. Il émit l'hypothèse qu'un système comme la gestion du temps pourrait «[reconstruire] l'infrastructure de confiance et de soins qui peut renforcer les familles et les communautés». Il espérait que le système "permettrait aux individus et aux communautés de devenir plus autonomes, de s'isoler des aléas politiques et d'exploiter la capacité des individus   considérés comme inutiles".
La banque de temps (timebanking), également nommée commerce de temps (Time Trade) se fonde sur cinq principes centraux: 
- Tout le monde est un atout
- Certains travaux ne sont pas monétisables
- Réciprocité dans l'aide apportée
- La communauté (via les réseaux sociaux) est nécessaire
- Respect de tous les êtres humains

Idéalement, la banque de temps génère une communauté, parfois perçue comme un simple retour à une époque où les individus étaient plus solidaires. Une interview à une banque de temps dans le quartier Gorbals de Glasgow révéla le sentiment suivant: 
 [la banque de temps] implique que tout le monde se réunisse en tant que communauté ... les Gorbals n'ont plus, depuis longtemps, beaucoup l'esprit communautaire. Il y a des années, il y avait beaucoup d'esprit communautaire, mais maintenant vous voyez que dans certaines régions, les gens ne vont même pas voir le gars d'à côté pour un peu de sucre ... je pense que le projet fait cela, essayant de ramener ce sens de la communauté. . . 
 En 2017, Nimses proposa le Nim, basé sur l'idée d'un revenu de base, dans lequel 1 nim = 1 minute de vie. Le concept fut adopté pour la première fois en Europe de l'Est. Chaque personne est un émetteur de nims et pour chaque minute de sa vie, il crée 1 nim qui peut être dépensé ou envoyé à une autre personne.
En 1990, la Fondation Robert Wood Johnson investit 1,2 million de dollars pour piloter une banque de temps dans le cadre des soins aux seniors.

## Banque de temps
Le Dollar-Temps est une devise complémentaire exonérée d'impôt utilisée comme moyen de crédit mutuel dans des banques de temps. Il est généralement appelés « crédits de temps » ou « crédits de service » en dehors des États-Unis. Chaque transaction est enregistrée comme un crédit et un débit dans les comptes des participants lors d'échange de service. Une heure de temps vaut un dollar de temps, quel que soit le service fourni en une heure ou le niveau de compétence requis pour effectuer la tâche pendant cette heure. Ce système «un pour un» qui repose sur une ressource abondante est conçu à la fois pour reconnaître et encourager le service communautaire réciproque, résister à l'inflation, éviter la thésaurisation, permettre le commerce et encourager la coopération entre les participants,,,. En effet lorsqu'elle gagne un crédit-temps, une personne n'a pas besoin de le dépenser immédiatement et peut l'épargner indéfiniment. Cependant, comme la valeur d'un crédit-temps est fixée à une heure, il résiste à l'inflation et ne rapporte pas d'intérêt. De cette manière, il est intentionnellement conçu pour différer de la monnaie fiduciaire traditionnelle utilisée dans la plupart des pays. Par conséquent, il ne sert à rien d'accumuler des crédits de temps et, dans la pratique, de nombreuses banques de temps encouragent également le don de crédits de temps excédentaires à un pool communautaire qui est ensuite dépensé pour ceux qui en ont besoin ou lors d'événements communautaires.

### Impacts sociaux
La banque de temps un modèle d'échange de services principalement utilisée pour fournir des incitations et des récompenses pour le travail tel que le mentorat des enfants, les soins aux personnes âgées, le voisinage - travail généralement effectué sur une base volontaire - qu'un système de marché pur ne valorise pas. En plus de gagner des crédits, les participants peuvent gagner en confiance, en contacts sociaux et en compétences. Les communautés utilisent donc le temps accumulé comme un outil pour forger des liens intra-communautaires plus solides, processus connu sous le nom de « renforcement du capital social ». Les banques de temps ont été utilisées par exemple pour réduire les taux de récidive pour les primo-délinquants juvéniles, faciliter la réintégration d'anciens détenus, offrir des soins de santé, une formation professionnelle et des services dans des logements sociaux, faciliter le rétablissement des toxicomanes, empêcher l'institutionnalisation des enfants gravement handicapés par le biais de réseaux de soutien parental, assurer le transport des personnes âgées confinées à domicile dans les régions rurales et leur fournir des soins, favoriser les initiatives en faveur des droits des femmes (au Sénégal),,,.
Exemples de services offerts par les membres de la banque de temps
| Garde d'enfants       | Assistance légale            | Cours de langue             |
| Réparation à domicile | Soins                        | Gestion de compte           |
| Écriture              | Petits boulots               | Support bureau / entreprise |
| Tutorat               | cours de conduite automobile | Livraison                   |

Des banques de temps ont été établies dans 34 pays, avec au moins 500 banques de temps dans 40 États américains et 300 au Royaume-Uni,,. Elles sont également présentes au Japon, en Corée du Sud, en Nouvelle-Zélande, à Taiwan, au Sénégal, en Argentine, en Israël, en Grèce et en Espagne,,.

### Gestion des crédits de temps
Les crédits de temps sont enregistrés et consultables dans la banque de temps. Certaines emploient un coordinateur rémunéré pour suivre les transactions et faire correspondre les demandes de services avec des volontaires. D'autres sélectionnent des membres pour gérer ces tâches. Diverses organisations fournissent des logiciels spécialisés pour aider les banques de temps locales à gérer les échanges. Les mêmes organisations offrent également souvent des services de conseil, de la formation et d'autres supports aux particuliers ou aux organisations qui souhaitent créer leurs propres banques de temps.

### Banque de temps dans le monde
En 2013, TimeRepublik lança la banque de temps mondiale afin d'éliminer les contraintes géographiques des autres banques de temps,.
Le système d'échange communautaire (CES) est un réseau mondial utilisant des systèmes d'échange alternatifs, dont beaucoup utilisent des banques de temps. Où qu'elles se trouvent, ces banques de temps peuvent échanger entre elles ainsi qu'avec des bourses de crédits mutuels. Le système utilise une «devise» de base d'une heure, et les taux de conversion entre les différents groupes d'échange sont basés sur les taux de salaire horaire moyens nationaux. Cela permet aux banques de temps de négocier avec des bourses de crédit mutuelles dans le même pays ou dans des pays différents.

## Études et exemples

### Elderplan
Elderplan était un organisme d'assurance maladie (HMO) qui incorporait la gestion du temps comme un moyen de promouvoir des modes de vie actifs et engagés pour ses membres plus âgés. Depuis, le financement de la partie «sociale» s'est tari et une grande partie du programme a été réduit, mais à son apogée, les membres ont pu payer une partie de leurs primes en crédits de temps (Dollar-Temps). L'idée était d'encourager les personnes âgées à s'impliquer davantage dans leurs communautés tout en demandant plus souvent de l'aide et «[favoriser] la dignité en permettant aux gens de fournir des services et de les recevoir».

### Étude de la banque de temps Gorbals
En 2004, le Dr Gill Seyfang publia une étude dans le Community Development Journal sur les effets d'une banque de temps située dans le quartier Gorbals de Glasgow, en Écosse, "un domaine du centre-ville caractérisé par des niveaux élevés de privation, de pauvreté, de chômage, de mauvaise santé et un faible niveau d'instruction". La Gorbals Timebank est dirigée par un organisme de bienfaisance local dans le but de lutter contre les maux sociaux auxquels la région est confrontée. Seyfang conclut que la banque de temps était efficace pour «renforcer les capacités communautaires» et «promouvoir l'inclusion sociale». Elle souligne le succès de la banque de temps pour «[recoudre] le tissu social des Gorbals» en stimulant "l'engagement dans les projets et activités existants" tels qu'un réseau de sécurité communautaire, une bibliothèque, un projet de vie saine et un théâtre. Elle écrit que "la banque de temps a permis aux gens d'accéder à une aide dont ils auraient autrement dû se passer", une aide qui comprenait des réparations à domicile, du jardinage, des funérailles et des frais de scolarité payés en crédits de temps.

## Critiques
Certaines critiques portent sur les insuffisances du crédit de temps comme forme de monnaie et comme mécanisme d'information sur le marché. Frank Fisher du MIT, a prédit dans les années 1980 qu'une telle monnaie "entraînerait une sorte de distorsion des forces du marché qui avait paralysé l'économie russe".
L'étude du Dr Gill Seyfang sur la Gorbals TimeBank - l'une des rares études sur la banque de temps effectuée par la communauté universitaire - lista plusieurs autres problèmes non théoriques: le premier est la difficulté de communiquer aux membres potentiels la spécificité du système, i.e. «amener les gens à comprendre la différence entre le temps et le bénévolat traditionnel». Elle note ensuite qu'il n'y a aucune garantie que les besoins de chaque personne seront satisfaits par une banque de temps car l'offre de certaines compétences peut faire défaut dans une communauté.
Une autre critique porte sur la pérennité, car bien qu'il existe des banques de temps gérées par les membres avec des frais généraux relativement faibles, d'autres paient du personnel pour maintenir l'organisation en marche. Cela peut être assez coûteux pour les petites organisations sans financement et elles peuvent disparaître.